# 百夜草
『百夜草』（ももよぐさ）とは、長唄の曲目のひとつ。上下巻に内容がわかれており、このうち下の巻の曲が『神田祭』と称して演奏されている。

## 解説
明治44年（1911年）10月1日、長唄研精会の100回記念として東京有楽座において初演された曲で、「百夜草」とは菊のことである。上の巻の作詞は半井桃水、下の巻の作詞は幸堂得知、作曲は四代目吉住小三郎（吉住慈恭）と三代目杵屋六四郎（稀音家浄観）。上の巻は菊の由来故事について述べたものであるが、これは初演以降ほとんど演奏されていない。下の巻は江戸時代に神田明神の祭礼である神田祭で引き回されていた山車行列と、それに付属する付祭りの様子を描いた曲である。神田明神の祭礼はかつて旧暦の9月15日に行われ、当日の夜明け前には各町からの山車が湯島聖堂付近に集まり、空が白むころになって一番大伝馬町の「諌鼓鶏の吹貫の山車」、その次の二番南伝馬町の「幣猿の吹貫の山車」をはじめとして多くの山車練り物が繰り出され、神輿に付き添って練り歩いた（神田祭の項参照）。
下の巻を作詞した幸堂得知は天保14年（1843年）の生れで、江戸時代の神田祭の賑わしさを実際に見ていたひとりであった。その神田祭の祭礼が明治に入ってからは年々廃れてゆくのを嘆き、この曲にせめてその賑やかだった頃の様子を残したいと考え、山車の引き回しと付祭りのひとつである踊り屋台の雰囲気を、曲の中に取り入れようとした。そこで吉住小三郎と杵屋六四郎へ作曲や曲のあいだに入る囃子について色々と注文を出したが、そうして出来た曲を聴いた得知は「思い残すことはない」といって大変喜んだという。一番二番の山車が先に繰り出す間は得知の注文に沿って大太鼓を入れ、三番神田旅籠町の翁の山車の出てくる件りからは「神田丸」という屋台囃子、そのあと「狂言鞨鼓」と「渡拍子」、「四丁目」の囃子、最後は屋台囃子で終る、というように囃子が曲中に組み入れられている。